# Helena Teodorowicz-Karpowska
Helena Teodorowicz-Karpowska (ur. 1897 w Krasnymstawie, zm. w sierpniu 1944 w Warszawie) – polska artystka malarka.

## Życiorys

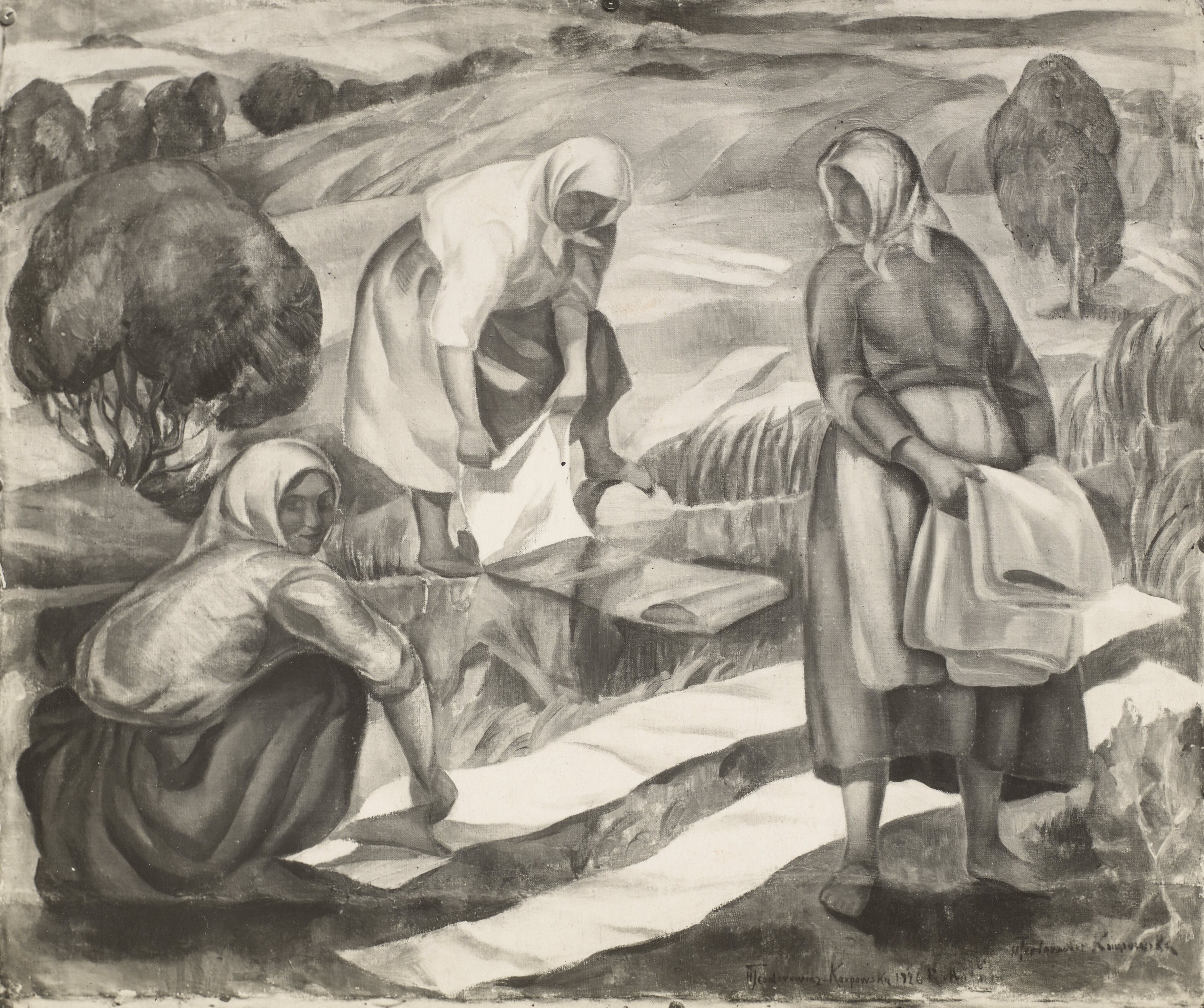
Bielenie półtna - for. pracy Heleny Teodorowicz-Karpowskiej

Urodził się w rodzinie ks. protoprezbitera Terencjusza (1867–1939) i Antoniny z Lewickich (zm. 1944). Miała dwie siostry: Jekatierinę (1898–1977) i Sofię (1899–1991) oraz brata Borisa (1896–1919). Po ukończeniu w 1911 gimnazjum w Warszawie, studiowała w Wyższej Szkole Artystycznej przy Akademii Sztuk Pięknych w Petersburgu w pracowni Dymitra Kardowskiego, po ukończeniu studiów do 1921 przebywała w Rosji Radzieckiej, gdzie uczestniczyła życiu artystycznym a następnie powróciła do kraju i zamieszkała w Warszawie. Należała do Wileńskiego Towarzystwa Artystów Plastyków. Odbyła podróż artystyczną po Europie, podczas której studiowała we Francji, Włoszech, Hiszpanii. Wyjeżdżała do Stanach Zjednoczonych, przebywała w północnej Afryce. Swoje prace wystawiała w Wilnie, Łodzi, a poza krajem we Włoszech, Niemczech i Rosji Radzieckiej. Sportretowała polskiego nuncjusza Francesco Marmaggiego oraz wykonała dwadzieścia dwa portrety przewodniczących delegacji na konferencję panamerykańską, wiele jej prac zostało zakupionych do zbiorów państwowych oraz przez Zachętę. Pierwsza wystawa indywidualna miała miejsce w 1926 w Związku Zawodowym Polskich Artystów Malarzy, jej prace uczestniczyły w Powszechnej Wystawie Krajowej w 1929, a w 1933 w wystawie Instytutu Propagandy Sztuki. W 1935 podczas wystawy jubileuszowej w Galerii Zachęta otrzymała Srebrny Krzyż Zasługi. W 1936 wyjechała do Brazylii, gdzie jej prace uczestniczyły w wystawie w Rio de Janeiro. Ostatnia wystawa prac Heleny Teodorowicz-Karpowskiej miała miejsce w ramach „Świata Kobiety” w 1939.
Po wybuchu II wojny światowej wstąpiła w szeregi Armii Krajowej, pracowała w oddziale Biura Informacji i Propagandy Komendy Głównej. Podczas powstania warszawskiego przyłączyła się do walczących, poległa w sierpniu 1944. Mogiła symboliczna znajduje się na cmentarzu prawosławnym przy ul. Wolskiej.
W 1918 wyszła za mąż za ziemianina Aleksandra D. Karpowskiego (ur. 1883).